# Ponte Måløy

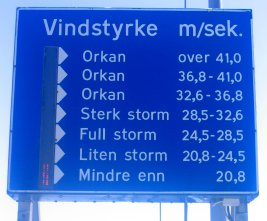
Quadro mostrando a velocidade do vento na ponte (em m/s)

A Ponte Måløy (Måløybrua) é uma ponte rodoviária entre o continente e a cidade de Måløy sobre Vågsøy, no condado de Sogn og Fjordane, na Noruega. A ponte tem 1224 metros de comprimento, o mais longo vão livre tem 125 metros, e a altura máxima acima do nível do mar é de 42 metros. A ponte tem, no total, 34 colunas.
A construção da ponte teve início em 1971. Foi inaugurada oficialmente pelo rei Olavo V em 11 de julho de 1974, embora tenha sido efectivamente aberta para o tráfego em Dezembro de 1973. O rei Olavo chegou à inauguração por navio, vindo de uma visita à Islândia. A abertura da ponte teve que ser adiada por um dia devido ao atraso do navio pelo mau tempo, embora no mar.
A Ponte Måløy foi a mais longa ponte da Noruega no momento da sua abertura. Sua construção custou 32 milhões de coroas norueguesas e foi pedagiada até 1984.
A ponte foi construída para resistir a ventos até 75 m/s. Existem quadros de cada lado da ponte mostrando a quantidade de energia eólica e, a ponte foi fechada várias vezes por causa do vento muito forte.
Quando o vento sopra a partir de um determinado ângulo, pode-se ouvir a ponte a "cantar" (causada pela vibração da ponte e cabos) sobre a nota de C.